# Ниязов, Марат Атаевич
Марат Атаевич Ниязов (туркм. Marat Ataýewiç Nyýazow; 28 сентября 1933, Ашхабад, Туркменская ССР — 8 апреля 2009, Ашхабад, Туркменистан) — многократный чемпион мира, Европы и СССР по пулевой стрельбе, один из сильнейших стрелков своего времени. Был серебряным призёром Олимпийских игр 1960 года, многократным чемпионом мира, Европы и СССР в стрельбе из винтовки.
Мастер спорта СССР (1955). Заслуженный мастер спорта СССР. Представлял ДОСААФ.

## Достижения
- Заслуженный мастер спорта, заслуженный тренер Туркменской ССР
- Серебряный призёр Олимпийских игр 1960 года в Риме
- 7-кратный чемпион мира 1958, 1962
- 10-кратный серебряный призёр чемпионатов мира (1958,1962,1966)
- 3-кратный бронзовый призёр чемпионатов мира (1958, 1962, 1966)
- 3-кратный чемпион Европы 1959
- серебряный и бронзовый призёр чемпионата Европы 1959
- 14-кратный чемпион СССР (1957—1959, 1961,1963,1964,1966,1968)
- 9-кратный рекордсмен мира
- 11-кратный рекордсмен Европы
- 13-кратный рекордсмен СССР в личном и командном зачетах.

## Награды
- Орден Трудового Красного Знамени (16.09.1960) — за успешные выступления в XVII летних и VIII зимних Олимпийских играх 1960 года, а также за выдающиеся спортивные достижения[2]